# 1304年
| 千纪： | 2千纪 |
| 世纪： | 13世纪 \| 14世纪 \| 15世纪                                                                                 |
| 年代： | 1270年代 \| 1280年代 \| 1290年代 \| 1300年代 \| 1310年代 \| 1320年代 \| 1330年代                           |
| 年份： | 1299年 \| 1300年 \| 1301年 \| 1302年 \| 1303年 \| 1304年 \| 1305年 \| 1306年 \| 1307年 \| 1308年 \| 1309年 |
| 纪年： | 甲辰年（龙年）；元大德八年；越南興隆十二年；日本嘉元二年                                                   |

## 大事记
- 7月21日——合贊的弟弟完者都繼任伊兒汗國的第八任君主。
- 察合台汗國可汗篤哇在元朝的支持下，掠奪窩闊台汗國西部城池，元朝懷寧王海山也在東部襲擊窩闊台汗國，窩闊台汗國可汗察八兒投降篤哇。
- 伊兒汗國可汗完者都在木乾草原會見欽察汗國的使臣，蒙古四大汗國彼此之間的約和也至此完成，整個蒙古帝國境內再次迎來了和平。

## 出生
- 2月16日——元文宗圖帖睦爾，是元朝第八位皇帝，蒙古帝國第十二位大汗，兩次在位，第一次在位時間為1328年10月16日—1329年4月3日；後復位，第二次在位時間為1329年9月8日—1332年9月2日，在位時間共4年，他是元武宗的次子。

## 逝世
- 5月17日——合贊，伊兒汗國的第七任君主。